# Сасоров, Павел Васильевич
Павел Васильевич Сасоров (род. 27 апреля 1947) — российский учёный-физик, лауреат Государственной премии СССР (1982).
Окончил факультет общей и прикладной физики Московского физико-технического института (1971).
В настоящее время — ведущий научный сотрудник Института теоретической и экспериментальной физики им. А. И. Алиханова (ИТЭФ) и Института прикладной математики им. М. В. Келдыша Российской академии наук (Москва).
Доктор физико-математических наук (физика и химия плазмы).
Государственная премия СССР 1982 года (в составе коллектива) — за цикл работ «Динамика токовых слоёв и солнечная активность» (1966—1980).